# Куртулуш (пароход)
SS Kurtuluş — турецкое грузовое судно получившее известность в оккупированной странами Оси Греции, после 4-х рейсов с гуманитарными грузами Международного Красного Креста во время великого голода в годы Второй мировой войны.
Судно затонуло 20 февраля 1942 года в Мраморном море, в ходе своего последнего, пятого, рейса из Турции в Пирей, Греция.
В последние годы, с лёгкой руки турецкого писателя и кинорежиссёра Эрхана Черахоглу, этим рейсам «Куртулуша» был придан характер турецкой помощи голодающим жителям греческой столицы, при этом Черахоглу именует «Куртулуш» «кораблём мира» и «символом греко-турецкой дружбы».

## Пароход
Пароход был построен по заказу греческих судовладельцев на верфи Caird & Purdie Shipyard в Барроу-ин-Фернесс, Англия в 1883 году.
Это был сухогруз длиной в 76.5 м и вместимостью в 2,735 БРТ.
Первоначальным его именем было «Эврипидис».
Последовала длинная цепочка смены судовладельцев, имён и флагов:
- 1896, Razeto, Италия
- 1897, Братья Парамановы, Россия
- 1901, «Cephalonia Vagiano», Греция
- 1905, Михаил Архангел, Россия
- 1915, N41, Российский императорский флот
- 1918, Михаил Архангел , Сербия

В 1924 году пароход был приобретён турецкими судовладельцами братьями Калкаван, получил имя Teşvikiye и стал одним из первых судов под флагом только что созданной Турецкой республики.
В 1930 году перешёл в руки других турецких судовладельцев и получил имя Bülent.
В 1934 году пароход был продан турецкой компании Братья Тавилзаде, которые дали ему имя Kurtuluş («Освобождение»).

## Под эмблемой международного Красного креста
В 1941 году, SS Kurtuluş был зафрахтован Международным Красным Крестом для перевозки гуманитарных грузов в оккупированную силами Оси Грецию, где с осени начался Великий голод.

### Великий голод
С мая 1941 года должностные лица Управления военной экономики Вермахта конфисковали все располагаемые в Греции важные продовольственные товары для отправки в Третий рейх.
В нарушение правил о конфискациях в оккупированной стране согласно Гаагской конвенции 1907 года, оккупационные власти рассматривали большинство продуктов и товаров как военные трофеи.
Для выкупа (практически конфискации) продовольствия был использован также насильственный заём, подписанный Банком Германии и Банком Греции.
Заём не погашен Германией по сегодняшний день.
Поскольку и насильственного займа для оккупантов было мало, они приступили к массовому печатанию денег на местах, что позволяло им скупать продовольствие, но одновременно обваливало греческую драхму.
Американская пропаганда писала в эти дни, что и «самые славные подвиги Аль Капоне блёкнут перед этим методом».
В целом, защита финансовых структур оккупированных стран и сохранение минимальных запасов продовольствия и сырья для выживания населения не были среди приоритетов Третьего рейха.
Приоритетом была поддержка военной машины и победа Германии в мировой войне, что не было совместимо с гуманитарными потребностями. В этих рамках конфискованные запасы направлялись для содержания армии и немецкого населения Третьего рейха. Характерно заявление Геринга:

Мне безразлично, когда мне говорят, что люди в зоне вашей ответственности умирают от голода. Оставьте их умирать, если таким образом не умирает от голода ни один немец.

В сентябре 1941 года, когда уже вырисовывались первые признаки голода, правительство Третьего рейха заявляло:

… более экстренной является поддержка продовольствием Бельгии и, может быть, Голландии и Норвегии, в свете наших военных усилий, нежели поддержка Греции.

Помимо бесчеловечности оккупационных властей, часть ответственности за гуманитарную катастрофу в Греции лежит на английском правительстве, установившем морскую блокаду страны. Это решение лишило Грецию снабжения основными продуктами питания. Ситуация усугубилась в холодную первую зиму оккупации 1941—1942.
Голод поразил в основном большие города: Афины, Пирей, Фессалоники, и острова Сирос и Хиос. Большую часть умерших составляли безработные, пенсионеры и государственные служащие.
Жители свыклись с картинами смерти на улицах. В своих мемуарах шведский дипломат Поль Мон так описывал греческую столицу:

Город представляет собой отчаянное зрелище. Голодные мужчины, со впавшими щеками, с трудом передвигаются по улицам. Дети, с пепельными лицами и тонкими, как у пауков, ногами, сражаются с собаками у куч мусора. Когда осенью 1941 года начались холода, люди падали на улицах от истощения. В зимние месяцы этого года я каждое утро спотыкался о трупы. В разных кварталах Афин были организованы временные хранилища умерших. Грузовики мэрии совершали каждый день свой круг, чтобы собрать умерших. На кладбищах их сваливали одного на другого. Почитание покойных, так глубоко укоренившееся у греков, притупилось.

Согласно консервативным данным оккупационных властей, наблюдался взрыв смертности в зиму 1941—1942: число смертей в ноябре 1941 года выросло по отношению к тому же периоду 1931—1940 годов в четыре раза, число смертей в период январь-март выросло в шесть раз. Масштабы гуманитарной катастрофы были ещё более драматичными, поскольку информация о большом числе умерших не доводилась до сведения оккупационных властей. Многие смерти скрывались родственниками намеренно, дабы использовать купоны общественного питания.
Следуя инстинкту выживания население изобретало необычные методы питания. Синонимом голода стала мука из всевозможных косточек. Наблюдалось приготовление пищи из ежей, мулов и черепах.
Согласно подконтрольным нацистам греческим источникам того периода, голод стал причиной смерти 70,000 человек, в то время как согласно современному британскому историку Марку Мазоверу число умерших от голода превышает 300,000 человек.
Би-би-си в своих передачах в начале 1942 года вела речь о 500.000 умерших от голода греках.

### Снятие английской блокады
Объясняя свои действия, англичане аргументировали их положениями той же Гаагской конвенции 1907 года, согласно которой ответственность за продовольственную обстановку в оккупированной стране полностью возлагается на оккупационные власти.
Немцы отвечали, что морская блокада противоречит международному праву.
Единственное судно с зерном посланное в Грецию германо-итальянцами было потоплено англичанами.
В то же время солдаты разгромленного британского корпуса, укрывавшиеся греческим населением, питались за счёт его скудных остатков продовольствия.
В октябре 1941 года немцы предоставили Международному Красному Кресту гарантии, что в случае если организация доставит продовольствие для населения, оно не будет конфисковано и что распределение продовольствия останется за Красным Крестом.
В том что касается действий эмиграционного греческого правительства, исследовательница Раня Лимниу пишет, что из состояния бездействия его вывело обращение архиепископа Дамаскина.
Архиепископ писал, что «если мы не предпримем меры, мы потеряем всё. Народ обращается к коммунизму», указывая на то, что спасением народа от голода были заняты только греческие коммунисты.
После демарша эмиграционного правительства, Международный Красный Крест пришёл к соглашению с оккупационными властями.

### Закупка и транспортировка продовольствия из Турции
Было получено разрешение на ввоз в страну 50 тыс. тонн зерна из соседней и номинально нейтральной Турции. Хотя зерно оплачивалось вывезенным из Греции золотом и деньгами собранными греческой диаспорой, в силу недостаточных усилий посла Греции в Анкаре Рафаила, даже этот согласованный объём зерна не был закуплен полностью.
В январе 1942 года закупка зерна в Турции стала невозможна, в силу объявленной мобилизации и запретов наложенных турецкой армией на вывоз продовольствия.
В августе 1942 года речь шла уже о закупке в Турции только высушенных овощей.
Гуманитарную помощь первоначально доставлял только «Куртулуш» под нейтральным турецким флагом. В действительности эта помощь оказывалась «Греко-американской инициативой» и «Греческим союзом Константинополя» и носила скорее символический, нежели существенный характер. Пароход выполнил при посредничестве Международного Красного креста всего лишь 4 рейса.

### Рейсы Куртулуша
Kurtuluş подготовился к первому рейсу накрасив большие символы Красного Креста на бортах.
После того как было получено разрешение из Лондона, позволявшее пересечь зону блокады, пароход оставил причал Каракёй 6 октября 1941 года.
При подходе к Пирею, экипаж «Куртулуша» с ужасом обнаружил, что порт представлял собой кладбище разбомблённых и затопленных кораблей.
С трудом маневрируя между затонувшими кораблями, судно ошвартовалось в Пирее утром 13 октября, встречаемое тысячами измождённых от голода жителей Афин и Пирея.
По прибытии парохода в Пирей, Международный комитет Красного Креста  взял на себя ответственность за выгрузку и распределения продовольствия.
Экипаж был настолько впечатлён картиной увиденного им, что выдал на берег и продукты из судового запаса.
В последующие месяцы, Kurtuluş совершил ещё 3 рейса в Грецию, доставив в общей сложности 6,735 тонн продовольственной помощи.
С каждым последующим рейсом экипаж убеждался что гуманитарный кризис ухудшается.

### Гибель парохода
В ходе пятого рейса, 18 февраля 1942 года старое судно попало в шторм в Мраморном море.
В течение ночи 20 февраля 1942, Kurtuluş налетел на скалы севернее острова Мармара.
Судно затонуло на следующее утро в 9:15.
Все 34 членов экипажа сумели выбраться на остров.
Место крушения позже получило имя Мыс Куртулуш в честь затонувшего судна.

## Белый флот
В дальнейшем была достигнута договорённость между воюющими сторонами, и был образован шведско-швейцарский комитет, который начал раздавать продовольствие в Греции.
Грузы с продовольствием шведско-швейцарский комитета Красного Креста начали поступать с осени 1942 года.
Это было в основном результатом действий правительства США, начиная с декабря 1941 года, которые в свою очередь частично объяснялись давлением греко-американского лобби.
Значительную роль в этом сыграли бывший президент Герберт Гувер и GWRA (Greek War Relief Associatiion).
Суда принявшие участие в поставках продовольствия Международного Красного Креста получили имя «Белый флот», в силу того что они были покрашены в белый цвет, с нанесёнными по бортам 2 большими красными крестами.
Первым стал «Radmanso», который с грузом из Хайфы нарушил блокаду 11/3/1942, затем «Sicilia», вышедший из Нью-Йорка 28/3/1942 с 2.288 тонн зерна на борту, затем «Hallaren» и «Стуреборг» (последний был потоплен итальянцами)).
В рамках этого соглашения и под знаком Красного креста в дальнейшем приняли участие в доставке продовольствия и турецкие суда SS Dumlupınar, SS Tunç, SS Konya, SS Güneysu и SS Aksu.

## Память парохода
Место крушения было идентифицировано летом 2005 года группой водолазов под руководством профессора Эрдогана Окуша (Erdoğan Okuş). Однако само судно к этому времени оказалось полностью разрушено.
Место крушения позже получило имя Куртулуш Бурну (Мыс Куртулуш) в честь затонувшего судна.
Доска найденная на месте крушения была распилена на 2 части, которые как символ греко-турецкой дружбы были переданы в морские музеи Греции и Турции.
Турецкий писатель и кинорежиссёр Эрхан Черрахоглу (Erhan Cerrahoğlu) предпринял исследование с целью создания документального фильма о SS Kurtuluş и о кампании помощи, в которой пароход принял участие.
Через 65 лет (в 2006 году) после гибели парохода и в присутствии официальных лиц из Греции и Турции состоялась премьера фильма, которому Черахоглу дал название «Куртулуш: Пароход который нёс мир».

## Версия Черахоглу
Своим фильмом и заявлениями, Черахоглу придал событиям вокруг рейсов Куртулуша характер значительно отличавшийся от действительности.
Прежде всего, компромисс между воюющими сторонами на закупку 50 тыс. тонн зерна из формально нейтральной, но имевшей с 18 июня 1941 года Соглашение о дружбе с Германией Черахоглу представил как решение турецкого правительства о оказании помощи голодающему греческому народу.
В русле этого повествования, Черахоглу делает акцент на подпись президента Иненю, который 20 годами ранее воевал против греческой армии в ходе греко-турецкой войны и делает заключение, что таким образом народ Турции стал первым кто протянул руку помощи Греции.
При том, что даже источники указывающие, что продовольственные товары собирались с помощью национальной кампании Турецкого Красного полумесяца, подчёркивают, что операция была в основном профинансирована Американо-Греческой Ассоциацией Военной Помощи (American Greek War Relief Association) и Эллинского Союза Константинопольцев.
Константинопольские греки, сразу после премьеры фильма, деликатно заявили : «Это было несколько иначе…»..
Отмечая вскользь замечание исследовательницы Рани Лимниу, что в своём первом рейсе «Куртулуш» доставил в Пирей вероятно все гнилые запасы зерновых Турции и что бобы доставленные «Куртулушем» годились для охоты на кабанов, остановимся на оценке турецкого профессора истории в университете Гильдыз (Yıldız Technical University) Эльчина Маджара

## Версия Эльчина Маджара
Эльчин Маджар (Elçin Macar) предоставляет детали, которые дифференцируют реальную картину вокруг «Куртулуша», по сравнению с картиной которую представил Черахоглу.
Маджар пишет, что инициатива принадлежала супруге греческого посла в Анкаре, которая ещё в ноябре 1940 года сразу после начала греко-итальянской войны и задолго до оккупации Греции, запросила у турецкого правительства разрешение на закупку продовольствия для отправки в Грецию.
Инициатива жены посла была в русле действий Национальной Греческой Ассоциации помощи войне, созданной Греческой православной церковью, которая начала сбор средств в Соединённых Штатах и организацию усилий по снабжению населения продовольствием и медикаментами.
Турция была единственной номинально нейтральной страной имевшей границу с Грецией, что теоретически давало возможность закупки продовольствия и его быстрой доставки.
Однако разрешение на закупку ограниченного объёма зерновых было дано только через год и после получения согласия Германии и Британии, установившей морскую блокаду Греции.
Согласно Маджару груз первого рейса был полностью закуплен организациями греческой диаспоры в США.
Впоследствии к акции присоединились профессиональные турецкие союзы врачей и журналистов, целенаправленно пославшие пакеты с продуктами своим греческим коллегам и греки Константинополя, пославшие помощь своим родственникам.
Маджар пишет, что никто не ставит под сомнение вклад турецких профессиональных союзов, но подавляющий объём помощи был закуплен на деньги организаций греческой диаспоры.
Однако Маджар отмечает, что был значительным сам факт, что своим решением турецкое правительство превратило Турцию в центр оказанию помощи Греции.
Следует также отметить статью турецкой газеты «Ватан», которая пытаясь инициировать кампанию помощи, напоминала, что в 1939 году, во время землетрясения в Турции, 700 тысяч греков отправили в Турцию 2 млн драхм, призывала, что теперь наш черёд оплатить моральный долг.
Однако кампания Ватана не получила широкого масштаба.
К тому же рейсы «Куртулуша» прекратились в декабре 1941 года по требованию турецкой армии и были возобновлены только под давлением Британии и США.